# Bükk
De Bükk is een middelgebergte in het noordoosten van Hongarije, dat deel uitmaakt van het Noord-Hongaarse middelgebergte aan de zuidkant van de Karpaten.
Gemiddeld is het hoger dan het Mátragebergte, het heeft ruim 20 bergpieken hoger dan 900 meter. Het hoogste punt is de Kettős-bérc (960 m), na de Kékes en de Galya-tető het hoogste punt in Hongarije.
Een groot deel van de oppervlakte is vervat in het Nationaal Park Bükk.
Ongeveer 1115 grotten zijn hier in kaart gebracht, waaronder de diepste grot van Hongarije, de István-lápa (254m). Grotten van archeologisch belang zijn de Szeleta-grot, het grottenbad (Barlangfürdő) in Miskolctapolca, de Anna-grot en de István-grot. Er zijn 52 grotten beschermd wegens hun belang voor de fauna en het microklimaat.